# 로마 원로원

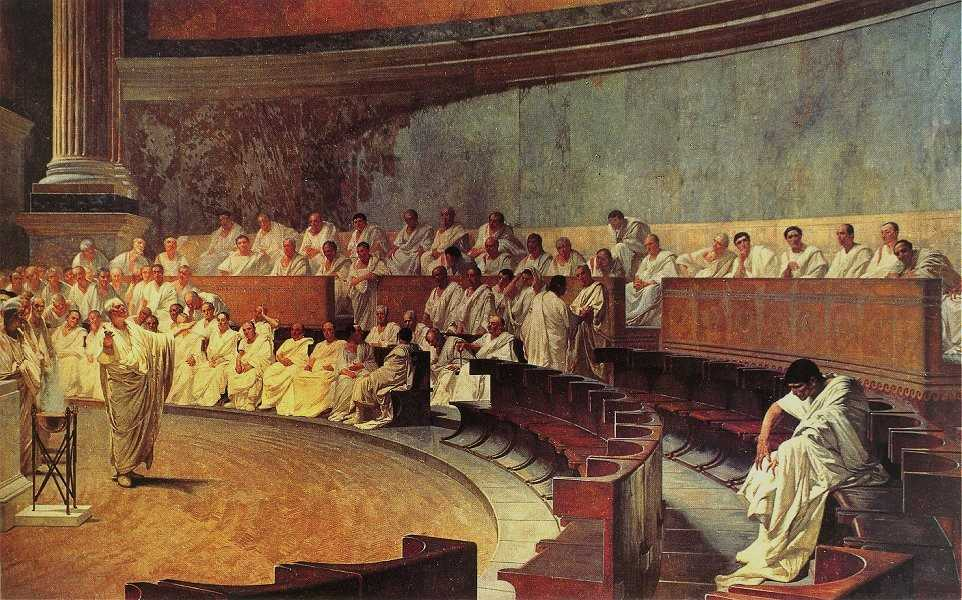

로마 원로원(라틴어: Senātus Rōmānus, 영어: senate)은 고대 로마와 그 귀족정의 최고 구성 기관이었다. 존재 기간 내내 다양한 권력을 가졌던 이 기관은 로마 시의 초기(전통적으로 기원전 753년 건립)부터 로마 왕국 원로원, 로마 공화국 원로원, 로마 제국 원로원을 거쳐 최종적으로 동로마 제국의 동로마 원로원에 이르기까지 탈고전 시대와 중세까지 존재했다.
로마 왕국 시절에 원로원은 일반적으로 국왕의 자문위원회에 불과했다. 그러나 로마가 선거군주제였기 때문에 원로원은 또한 새로운 로마 국왕을 선출했다. 로마의 마지막 국왕인 루키우스 타르퀴니우스 수페르부스는 루키우스 유니우스 브루투스가 이끈 쿠데타로 인해 전복되었고, 그는 로마 공화국을 건국했다. 초기 공화정 시대에 원로원은 정치적으로 약했고, 의원들을 종신직(또는 감찰관에 의해 추방될 때까지)으로 임명하는 다양한 집행 마지스트라투스는 상당히 강력했다. 군주정에서 헌법 통치로의 전환이 점진적이었을 가능성이 높기 때문에 원로원이 집행 마지스트라투스에 대해 스스로를 주장할 수 있을 때까지는 여러 세대가 걸렸다. 중기 공화정 시대에는 원로원이 공화정 권력의 정점에 도달했다. 후기 공화정 시대에는 호민관 티베리우스와 가이우스 그라쿠스의 개혁 이후 원로원의 권력이 쇠퇴하기 시작했다. 공화정이 원수정으로 전환된 후 원로원은 많은 정치적 권력과 명성을 잃었다.
디오클레티아누스 황제의 헌법 개혁 이후 원로원은 정치적으로 무의미해졌다. 정부 소재지가 로마에서 옮겨진 후 원로원은 순전히 시 행정 기관으로 축소되었다. 콘스탄티누스 1세가 콘스탄티노폴리스에 추가적인 원로원을 창설하면서 이러한 지위 하락은 더욱 강화되었다. 476년에 로물루스 아우구스툴루스가 폐위된 후, 서로마 제국의 원로원은 오도아케르(476~489년)의 통치 아래에서, 그리고 오스트로고트족 통치(489~535년) 기간 동안 기능했다. 유스티니아누스 1세가 이탈리아를 재정복한 후 공식적인 지위를 회복했지만, 서방 원로원은 마지막으로 기록된 공개 활동 날짜인 603년 이후 최종적으로 사라졌다. 중세의 일부 로마 귀족들은 원로원 의원이라는 칭호를 가졌지만, 이 시점에서 이는 순전히 명예로운 칭호였으며 고전적인 원로원의 지속적인 존재를 반영하지 않는다.
동방 원로원은 콘스탄티노폴리스에서 14세기까지 존속했다.
라틴어 Senatus가 원로원이라는 현대 개념의 어원적 기원이지만, 로마 원로원은 로마 원로원이 사실상의 입법 기관이 아니었기 때문에 의회주의와 현대 원로원 구조의 직접적인 조상이나 전신은 아니다.

## 역사

### 로마 왕국 원로원
원로원은 고대 로마 왕국의 정치 기관이었다. 원로원이라는 단어는 "노인"을 의미하는 라틴어 단어인 senex에서 유래했으며, 따라서 이 단어는 "원로들의 회의"를 의미한다. 기원전 753년에 로마가 건국되기 몇 세기 전에 이탈리아에 정착한 선사 시대의 원시 인도유럽인들은 부족 공동체로 조직되었고, 이러한 공동체는 종종 귀족적인 부족 원로 이사회를 포함했다.
초기 로마 가족은 겐스(gens) 또는 "씨족"이라고 불렸으며, 각 씨족은 파테르("아버지"를 의미하는 라틴어)라고 불리는 공통의 살아있는 남성 가장 아래에 있는 가족들의 집합체였다. 초기 로마 겐스들이 공통 공동체를 형성하기 위해 합쳐질 때, 선도적인 씨족들의 파테르들은 로마 원로원이 될 연합된 원로 이사회에 선출되었고, 시간이 지남에 따라 파테르들은 단일 지도자의 필요성을 인식하여 왕(렉스)을 선출하고 그에게 주권을 부여했다. 왕이 죽으면 그 주권은 자연스럽게 파테르들에게 돌아왔다.
원로원은 로마의 초대 왕인 로물루스에 의해 창설되었으며, 처음에는 100명의 남자로 구성되었다고 한다. 이 100명의 후손들은 나중에 파트리키 계급이 되었다. 로마의 5대 왕인 루키우스 타르퀴니우스 프리스쿠스는 추가로 100명의 원로원 의원을 선출했다. 이들은 하위 명문가에서 선출되었으며, 따라서 파트레스 미노룸 겐티움(patres minorum gentium)이라고 불렸다.
로마의 7대이자 마지막 왕인 루키우스 타르퀴니우스 수페르부스는 원로원의 많은 지도자들을 처형하고 그들을 교체하지 않아 그 수를 감소시켰다. 그러나 기원전 509년 로마의 초대이자 3대 집정관인 루키우스 유니우스 브루투스와 푸블리우스 발레리우스 푸블리콜라는 선도적인 에퀴테스 중에서 새로운 사람들을 원로원 의원으로 선출했는데, 이들은 콘스크립티(conscripti)라고 불렸으며, 이로써 원로원의 규모를 300명으로 늘렸다.
로마 왕국의 원로원은 세 가지 주요 책임을 가졌다. 즉, 행정 권력의 궁극적인 저장소 역할을 했고, 왕의 자문 위원회 역할을 했으며, 로마 시민과 협력하여 입법 기관 역할을 했다. 군주정 시대에 원로원의 가장 중요한 기능은 새로운 왕을 선출하는 것이었다. 왕은 명목상 국민에 의해 선출되었지만, 실제로 새로운 왕을 선출한 것은 원로원이었다.
한 왕이 죽고 새로운 왕이 선출될 때까지의 기간을 공위시대라고 불렀으며, 이 기간 동안 인테르렉스는 왕을 대신할 후보를 지명했다. 원로원이 후보에 대한 초기 승인을 내린 후, 그는 국민에 의해 공식적으로 선출되었고, 그 후 원로원의 최종 승인을 받았다. 적어도 한 명의 왕인 세르비우스 툴리우스는 국민이 아닌 원로원 단독으로 선출되었다.
원로원의 가장 중요한 임무는 왕실 선거를 제외하고 왕의 자문 위원회로 기능하는 것이었다. 비록 왕은 원로원이 제공하는 어떤 조언도 무시할 수 있었지만, 원로원의 명성이 커지면서 제공되는 조언을 무시하기가 점점 더 어려워졌다. 왕만이 새로운 법률을 만들 수 있었지만, 그는 종종 원로원과 쿠리아 민회(국민 민회)를 과정에 참여시켰다.

### 로마 공화국 원로원

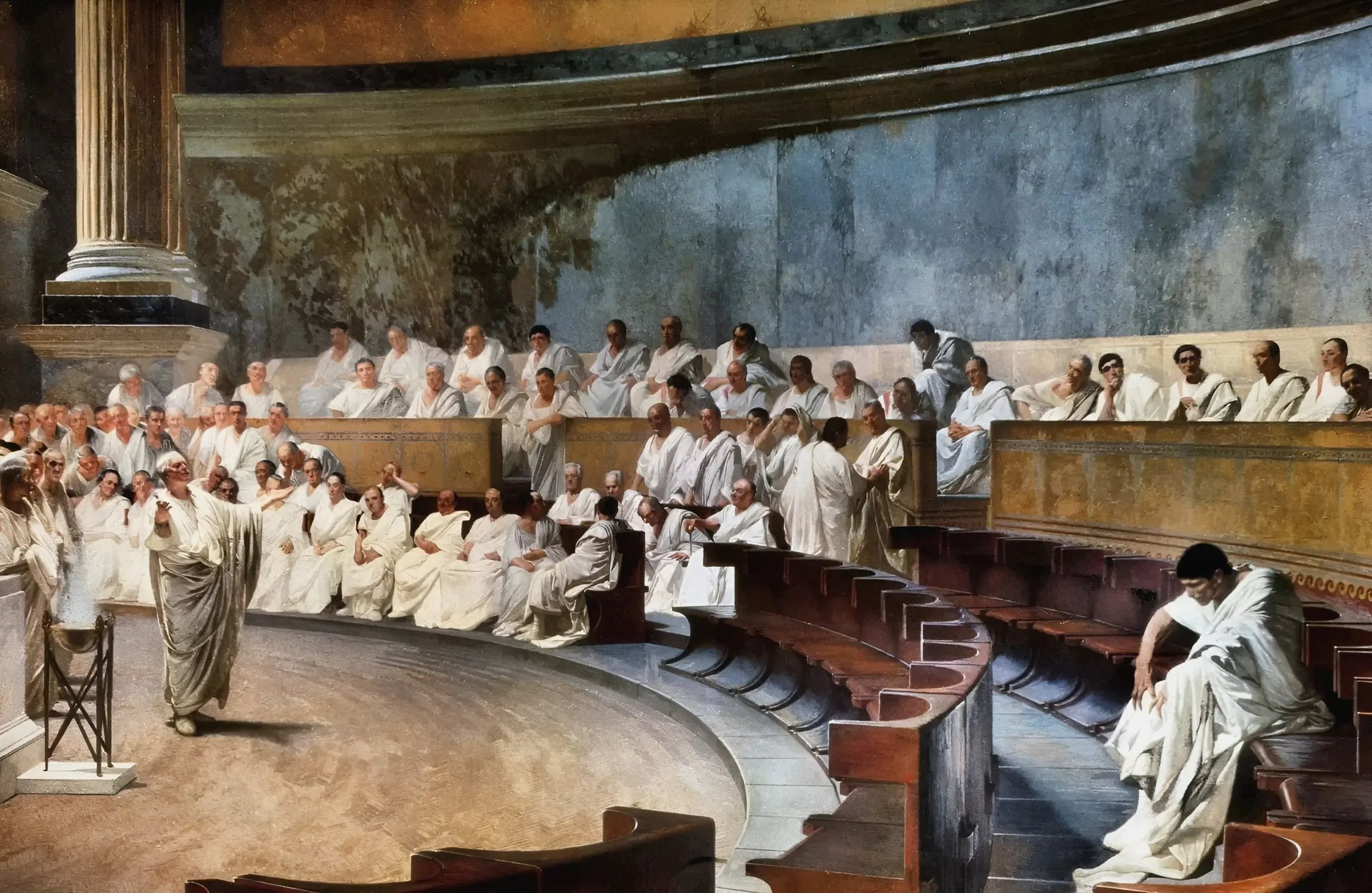
로마 원로원 회의 모습: 마르쿠스 툴리우스 키케로가 루키우스 세르기우스 카틸리나를 공격하는 19세기 팔라초 마다마(이탈리아 원로원 회관) 벽화. 원로원 회의에 대한 이상적인 중세 및 후대 예술적 묘사가 거의 항상 부정확하다는 점은 주목할 만하다. 그림들은 일반적으로 원로원 의원들이 연설가들이 서 있었다고 여겨지는 열린 공간 주위에 반원형으로 배열된 모습을 보여주지만, 실제로는 디오클레티아누스 황제 시대에 현재 형태로 지어진 현존하는 쿠리아 율리아 건물의 구조는 원로원 의원들이 건물 내부 양쪽에 직선적이고 평행한 줄로 앉았음을 보여준다. 현대 영화에서는 로마 제국의 멸망에서 올바르게 묘사되었지만, 예를 들어 스파르타쿠스에서는 잘못 묘사되었다.

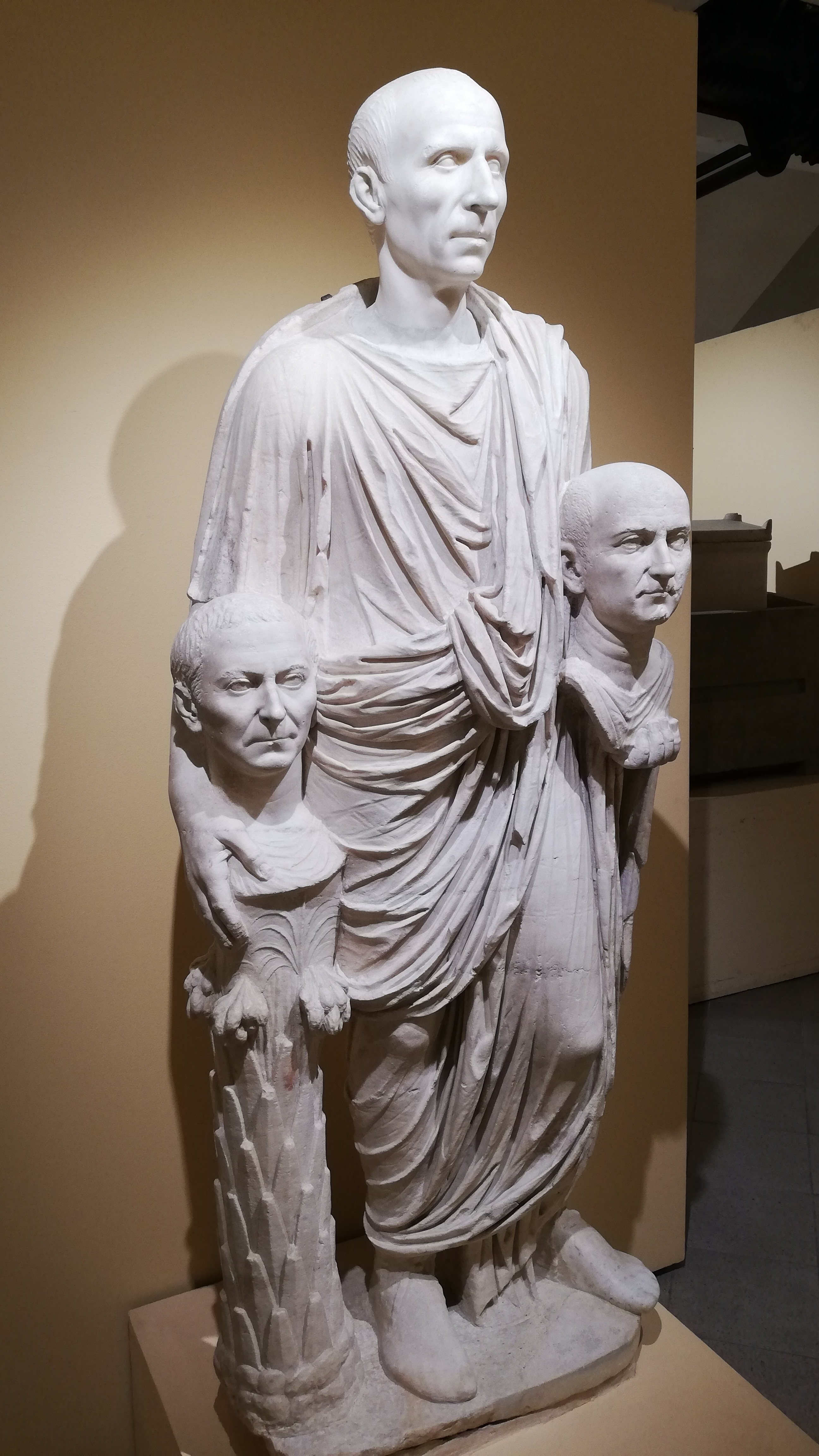
일명 "토가투스 바르베리니", 죽은 조상의 이마고(밀랍 초상)를 들고 있는 로마 원로원 의원을 묘사한 조각상; 대리석, 기원전 1세기 말; 머리 (원래의 것이 아님): 기원전 1세기 중반

공화정이 시작되었을 때, 원로원은 특별 위원회로 기능했다. 300~500명의 원로원 의원으로 구성되었으며 종신직이었다. 초기에는 파트리키만이 구성원이었지만, 곧 플레브스도 허용되었고, 비록 더 오랜 기간 동안 고위 마지스트라투스직은 거부당했다.
원로원은 로마 공화국 재정의 재정적 책임을 가졌으며, 수입 및 지출 거래에 대한 규제 권한을 행사했다. 원로원은 궁극적으로 공공 건물을 만들고 유지하는 책임을 졌는데, 오직 원로원만이 감찰관에게 보조금을 배포할 권한을 가졌기 때문이다. 또한, 원로원은 이탈리아 내에서 극단적인 폭력 범죄의 사법 절차를 감독했다. 이탈리아 동맹국들의 요청에 따라 원로원은 추가 조사가 필요한 극단적인 경우에 대한 사법 절차도 감독할 수 있었다. 원로원은 또한 로마 공화국을 대표하여 외교적 조치를 담당했다.
원로원 의원들은 넓은 보라색 줄무늬가 있는 토가, 적갈색 신발, 철제(나중에는 금제) 반지를 착용할 수 있었다.
로마 공화국 원로원은 세나투스 콘술툼이라고 불리는 법령을 통과시켰는데, 이는 원로원이 마지스트라투스에게 주는 "조언"의 형태를 취했다. 이 법령들은 법적 효력을 가지지 않았지만, 실제로는 일반적으로 준수되었다.
만약 세나투스 콘술툼이 민회에서 통과된 법률(lex)과 충돌하는 경우, 세나투스 콘술툼은 선례에 기반한 권한을 가졌고 법에 기반한 것이 아니었기 때문에 법률이 세나투스 콘술툼보다 우선했다. 그러나 세나투스 콘술툼은 법률을 해석하는 역할을 할 수 있었다.
이러한 법령들을 통해 원로원은 마지스트라투스, 특히 (최고 마지스트라투스인) 집정관에게 군사 분쟁을 수행하는 데 지시를 내렸다. 원로원은 또한 로마의 민정에도 막대한 권력을 가졌다. 특히 국고에서 공공 자금의 지출을 승인할 수 있었기 때문에 국가 재정 관리에 있어서 그러했다. 로마 공화정이 성장함에 따라 원로원은 전직 집정관과 법무관이 통치하는 속주의 행정을 감독했는데, 이는 어떤 마지스트라투스가 어떤 속주를 통치해야 할지를 결정했다.
기원전 3세기부터 원로원은 비상시에도 중요한 역할을 했다. 독재관의 임명을 요청할 수 있었다(이 권리는 원로원의 개입 유무와 관계없이 각 집정관에게 있었다). 그러나 기원전 202년 이후 독재관 직책은 사용되지 않게 되었고(단 두 번만 부활함), 원로원 비상 결의("원로원의 최종 법령")로 대체되었다. 이는 집정관이 위기를 해결하기 위해 필요한 모든 수단을 사용할 수 있도록 승인하는 원로원 법령이었다.
원로원 회의는 도시의 공식 경계(포메리움) 내부 또는 외부에서 개최될 수 있었지만, 경계 밖 1마일(로마 측정 체계로 약 1.48km) 이상에서는 개최될 수 없었다. 원로원은 다양한 종교적 제약 아래에서 운영되었다. 예를 들어, 어떤 회의라도 시작되기 전에 신들에게 희생 제물을 바치고 신의 징조(아우피키움)를 찾았다. 원로원은 신들에게 봉헌된 장소에서만 모일 수 있었다.
회의는 보통 새벽에 시작되었고, 원로원을 소집하고자 하는 마지스트라투스는 의무적인 명령을 내려야 했다. 원로원 회의는 공개적이었고 (보통 집정관인) 의장 마지스트라투스가 진행했다. 회의 중에 원로원은 스스로 행동할 권한을 가졌으며, 심지어 원한다면 의장 마지스트라투스의 의지에 반해서도 행동할 수 있었다. 의장 마지스트라투스는 연설로 각 회의를 시작했고, 그 후 원로원 의원들에게 안건을 회부했으며, 그들은 서열순으로 안건을 논의했다.
원로원 의원들은 의장 마지스트라투스에게 영향을 미치거나 (방해할) 수 있는 몇 가지 다른 방법이 있었다. 예를 들어, 모든 원로원 의원은 투표가 실시되기 전에 발언할 수 있었고, 모든 회의는 해질녘까지 끝나야 했기 때문에, 헌신적인 그룹이나 심지어 한 명의 원로원 의원도 발의를 지연시키거나 (일명 필리버스터 또는 diem consumere) 할 수 있었다. 투표를 할 시간이 되면, 의장 마지스트라투스는 원하는 어떤 제안이든 제출할 수 있었고, 모든 투표는 제안과 그 반대 사이에 이루어졌다.
명목상 독재자가 권력을 가졌음에도 불구하고, 원로원은 독재자의 어떤 결정이든 거부권을 행사할 수 있었다. 안건이 통과되기 전 어떤 시점에서도 제안된 안건은 거부될 수 있었는데, 보통 호민관에 의해 거부되었다. 거부권이 행사되지 않고 사안이 중요하지 않은 경우, 구두 투표나 거수 투표로 처리될 수 있었다. 거부권이 없고 명백한 다수가 없으며 사안이 중요한 경우, 보통 물리적인 표결이 이루어졌는데, 원로원 의원들은 의장실 양쪽에 자리를 잡음으로써 투표했다.
원로원 의원 자격은 감찰관이 통제했다. 아우구스투스 시대에는 원로원 의원이 되기 위해 최소 100만 세스테르티우스의 재산을 소유해야 했다. 원로원 의원의 윤리적 요구 사항은 중요했다. 에퀴테스 계급의 구성원들과 달리, 원로원 의원들은 은행업이나 어떤 형태의 공공 계약에도 관여할 수 없었다. 그들은 외국 상업에 참여할 수 있을 만큼 큰 배를 소유할 수 없었고, 원로원의 다른 구성원의 허락 없이는 이탈리아를 떠날 수 없었으며 봉급을 받지 못했다. 마지스트라투스 직책에 선출되면 자동으로 원로원 의원 자격을 얻었다.

### 로마 제국 원로원
로마 공화국이 멸망한 후, 헌법상의 권력 균형은 로마 원로원에서 로마 황제로 이동했다. 공화정 시대의 법적 지위를 유지했음에도 불구하고, 실제적으로 제국 원로원의 실제 권한은 미미했으며, 황제가 국가의 진정한 권력을 가졌다. 따라서 원로원 의원 자격은 실제 권한보다는 명성과 사회적 지위를 추구하는 개인들이 추구하게 되었다.
초기 황제들의 통치 기간 동안, 입법, 사법, 선거 권한은 모두 로마 민회에서 원로원으로 이전되었다. 그러나 황제가 원로원을 통제했기 때문에 원로원은 황제가 전제적인 권한을 행사하는 수단으로 작용했다.

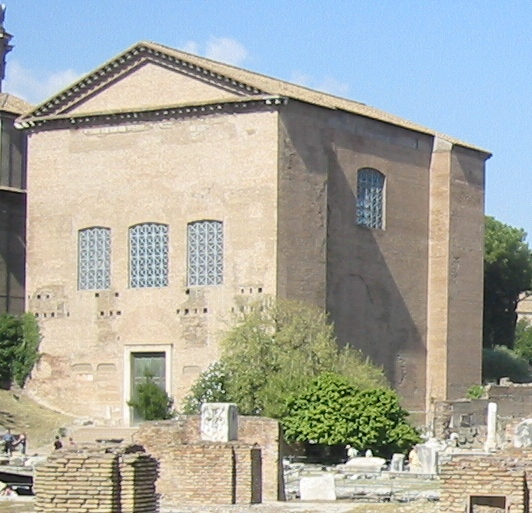
포룸 로마눔에 있는 쿠리아 율리아, 제국 원로원의 의석

초대 황제인 아우구스투스는 원로원의 규모를 900명에서 600명으로 줄였지만, 한 번에 활동하는 원로원 의원은 약 100명에서 200명에 불과했다. 이 시점 이후로 원로원의 규모는 다시는 급격하게 변경되지 않았다. 제국 시대에는 후기 공화정 시대와 마찬가지로, 재무관(재정 업무를 담당하는 마지스트라투스)으로 선출됨으로써 원로원 의원이 될 수 있었지만, 이미 원로원 계급이었을 경우에만 가능했다. 재무관 외에도, 고위 직책을 맡고 있는 선출직 공무원들은 그들이 맡은 직책의 덕택으로 정기적으로 원로원 계급을 부여받았다.
개인이 원로원 계급이 아닌 경우, 원로원 의원이 될 수 있는 두 가지 방법이 있었다. 첫 번째 방법은 황제가 해당 개인에게 재무관직에 출마할 권한을 수동으로 부여하는 것이었고, 두 번째 방법은 황제가 법령을 발행하여 해당 개인을 원로원에 임명하는 것이었다. 제국 시대에 황제가 원로원에 대해 가졌던 권한은 절대적이었다.
두 명의 집정관은 원로원의 일부였지만, 원로원 의원들보다 더 많은 권한을 가졌다. 원로원 회의에서 황제는 두 집정관 사이에 앉았고, 보통 의장 역할을 했다. 초기 제국의 원로원 의원들은 extraneous 질문을 하거나 원로원에게 특정 조치를 취하도록 요청할 수 있었다. 고위 원로원 의원들이 하위 원로원 의원들보다 먼저 발언했지만, 황제는 언제든지 발언할 수 있었다.
황제 외에도 집정관과 법무관도 원로원을 주재할 수 있었다. 어떤 원로원 의원도 황제의 승인 없이 마지스트라투스 직책에 출마할 수 없었기 때문에, 원로원 의원들은 보통 황제가 제출한 법안에 반대 투표를 하지 않았다. 법안에 반대하는 원로원 의원은 보통 법안이 투표될 날에 원로원 회의에 참석하지 않음으로써 반대를 표명했다.
로마 민회는 제국 설립 이후에도 계속 회의를 열었지만, 그 권한은 모두 원로원으로 이전되었고, 따라서 원로원 법령(senatus consulta)은 법의 완전한 효력을 얻었다. 제국 원로원의 입법 권한은 주로 재정 및 행정적 성격이었지만, 원로원은 속주에 대한 다양한 권한을 유지했다.
초기 로마 제국 동안, 로마 민회가 가졌던 모든 사법 권한도 원로원으로 이전되었다. 예를 들어, 원로원은 이제 형사 재판에 대한 관할권을 가졌다. 이 경우, 집정관이 주재했고, 원로원 의원들은 배심원단을 구성했으며, 판결은 법령(senatus consultum)의 형태로 내려졌고, 판결은 항소할 수 없었지만, 황제는 거부권을 통해 유죄 판결을 받은 개인을 사면할 수 있었다. 티베리우스 황제는 모든 선거 권한을 민회에서 원로원으로 이전했으며, 이론적으로는 원로원이 새로운 마지스트라투스를 선출했지만, 선거가 확정되기 전에는 항상 황제의 승인이 필요했다.
기원후 300년경, 디오클레티아누스 황제는 일련의 헌법 개혁을 단행했다. 이러한 개혁 중 하나로, 그는 원로원의 이론적인 동의 없이 황제가 권력을 가질 권리를 주장하여, 원로원에게 최고 권력의 궁극적인 저장소로서의 지위를 박탈했다. 디오클레티아누스의 개혁은 또한 원로원이 독립적인 입법, 사법 또는 선거 권한을 가졌다는 남아있는 환상을 종식시켰다. 그러나 원로원은 로마의 공공 오락과 원로원 계급에 대한 입법 권한을 유지했다.
원로원은 또한 반역죄를 심리하고, 일부 마지스트라투스를 선출할 권한을 유지했지만, 오직 황제의 허락을 받아야만 했다. 서방 제국의 마지막 해에는 원로원이 때때로 자신들의 황제를 임명하려고 시도했는데, 에우게니우스의 경우처럼, 그는 나중에 테오도시우스 1세에게 충성하는 세력에게 패배했다. 원로원은 확산되는 기독교에 맞서 전통적인 로마 종교의 마지막 보루로 남아 있었으며, 여러 차례 승리의 제단(콘스탄티우스 2세가 처음 제거함)을 원로원 회의장으로 돌려보내려 시도했다.
히스토리아 아우구스타(엘라가발루스 4.2 및 12.3)에 따르면, 엘라가발루스 황제는 그의 어머니나 할머니를 원로원 회의에 참여시켰다고 한다. "그리고 엘라가발루스는 마치 원로원 계급에 속한 것처럼 여자가 남자처럼 원로원에 참석한 모든 황제 중에서 유일한 황제였다" (데이비드 매기의 번역). 같은 작품에 따르면, 엘라가발루스는 또한 마트론들에게 의복, 마차 타기, 보석 착용 등에 적용될 규칙을 제정하는 세나쿨룸(senaculum)이라는 여성 원로원을 설립했다고 한다 (엘라가발루스 4.3 및 아우렐리아누스 49.6). 이전에 네로의 어머니인 소 아그리피나는 타키투스(연대기, 13.5)에 따르면 커튼 뒤에 숨어 원로원 회의를 듣고 있었다.

### 탈고전 시대 원로원

#### 서방 원로원
서로마 제국 멸망 이후, 원로원은 오도아케르 게르만족 추장과 오스트로고트족 통치 하에서 계속 기능했다. 야만족 지도자들은 이 기관을 보호하려 했기 때문에 원로원의 권위는 크게 상승했다. 이 시기는 아니키우스 가문과 같은 저명한 로마 원로원 가문의 부상으로 특징지어졌으며, 원로원의 지도자인 프린켑스 세나투스는 종종 야만족 지도자의 오른팔 역할을 했다. 테오도리쿠스 대왕과 아나스타시우스 1세 황제가 다른 후보인 교황 심마코를 지지했음에도 불구하고, 원로원이 498년에 라우렌티우스를 교황으로 성공적으로 임명했다는 사실은 알려져 있다.
원로원과 야만족 통치의 평화로운 공존은 오스트로고트족 지도자 테오다하투스가 유스티니아누스 1세 황제와 전쟁을 벌이게 되고 원로원 의원들을 인질로 잡을 때까지 계속되었다. 그리고 552년에 토틸라 오스트로고트족 왕의 죽음에 대한 복수로 많은 원로원 의원들이 오스트로고트족에게 살해되었다. 로마가 제국(동로마 제국) 군대에 의해 재탈환된 후 원로원은 복원되었지만, 그 기관은 -- 고전 로마 자체처럼 -- 오랜 전쟁으로 치명적인 약화를 겪었다. 많은 원로원 의원들이 살해되었고 동방으로 도피했던 많은 사람들은 유리한 법률이 유스티니아누스 1세 황제에 의해 통과되었기 때문에 그곳에 머물기로 선택했는데, 유스티니아누스 황제는 이탈리아의 거의 모든 원로원 직책을 폐지했다. 따라서 로마 원로원의 중요성은 급격히 감소했으며, 이 시점 이후 얼마 지나지 않아 실제 입법 권한을 가진 기관으로서의 기능은 중단된 것으로 보인다.
서방에서 로마 원로원이 정확히 언제 사라졌는지는 알려져 있지 않지만, 라벤나 총독부의 지배를 받던 7세기 초에 사라진 것으로 보인다. 기록에 따르면 578년과 580년에 정치적으로 무력했던 로마 원로원은 10년 전 이탈리아를 침공했던 랑고바르드인에 대한 도움을 요청하는 탄원서와 함께 콘스탄티노폴리스로 사절을 보냈다고 한다. 나중에 593년에는 교황 그레고리오 1세가 원로원 계급의 거의 완전한 소멸과 유서 깊은 기관의 쇠퇴를 한탄하는 설교를 했는데, 이는 이 시점까지 원로원이 공식적으로 기관으로서의 기능을 멈췄음을 시사한다. 603년의 그레고리오 등록부에는 포카스 황제와 레온티아 황후의 새로운 조상 축하와 관련하여 원로원에 대한 언급이 있지만, 에른스트 슈타인과 앙드레 샤스타뇰과 같은 학자들은 이 언급이 단순히 의례적인 표현에 불과했을 가능성이 높다고 주장했다. 630년에는 교황 호노리오 1세에 의해 쿠리아 율리아가 교회(산타드리아노 알 포로)로 전환되면서 원로원의 잔재가 모두 사라졌다.

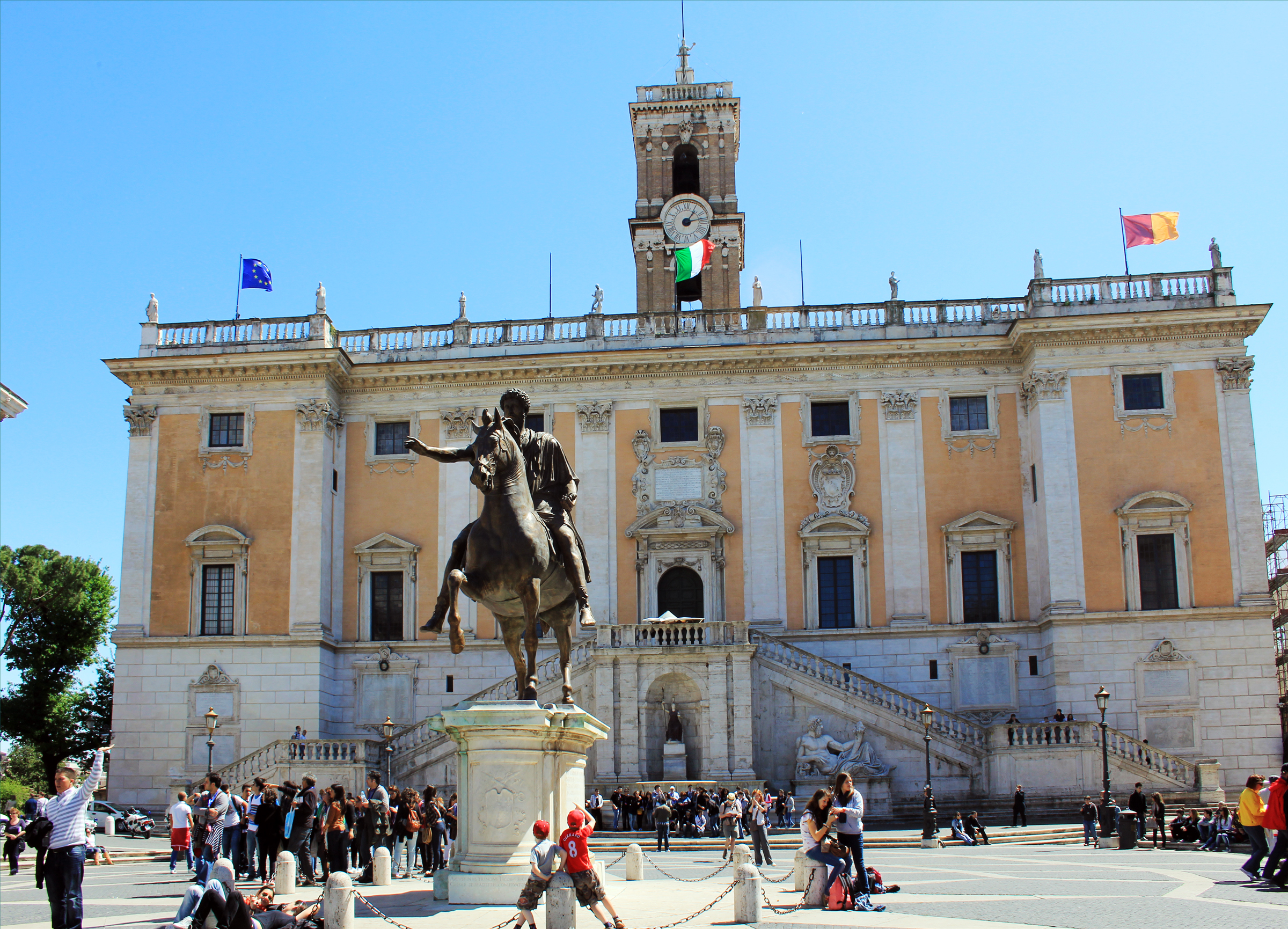
팔라초 세나토리오, 로마 코뮌 시대에 부활한 원로원을 수용하기 위해 원래 지어진 건물

그 후 "원로원"이라는 단어는 로마 귀족들이 자신들을 집단적인 계급으로 묘사하기 위해 사용되었다. 이러한 사용은 그들을 고대 원로원과 제도적으로 연결시키려는 의도가 아니라, 도시의 귀족들이 원로원과 동일시된다는 오랜 로마 전통을 이어간 것이었다. 중세 전기에는 때때로 "원로원 의원"이라는 칭호가 권력 있는 위치에 있는 사람들에게 사용되었는데—예를 들어, 크레센티우스 2세(d. 998)와 여성형(senatrix)으로는 마로치아(d. 937)가 가졌지만—이 시기에는 단순히 귀족 칭호로 여겨졌던 것으로 보인다.
"원로원 의원" 칭호의 더 전통적인 의미에서의 사용은 1144년에 로마 코뮌이 귀족과 교황의 세속 권력에 대항하여 새로운 원로원을 설립하려고 시도했을 때 부활했다. 이 계획의 일환으로 코뮌은 캄피돌리오 언덕에 새로운 원로원 건물(팔라초 세나토리오|it|Palazzo Senatorio)을 건설했다(아마도 이것이 고대 원로원 건물의 위치였다는 잘못된 믿음 때문인 것으로 보인다). 대부분의 자료는 부활한 원로원에 56명의 원로원 의원이 있었다고 기록하고 있으며, 따라서 현대 역사가들은 이를 로마의 14개 레기오네스 각각에 4명의 원로원 의원이 있었음을 나타내는 것으로 해석했다. 이 원로원 의원들은 로마 집정관 피에르 레오니의 아들인 조르다노 피에르레오니를 파트리키 칭호로 지도자로 선출했는데, 집정관이라는 용어가 귀족 스타일링으로 폐기되었기 때문이었다.
코뮌은 12세기 후반 동안 교황청과 신성 로마 황제의 끊임없는 압력을 받았다. 1192년부터 교황들은 56명 규모의 원로원을 단 한 명의 숨무스 세나토르로 줄이는 데 성공했으며, 그는 이후 교황의 보호 아래 로마 민정의 수장이 되었다. 비록 56명으로 구성된 원로원이 1197년에 곧 복원되었지만, 이 기관은 주로 귀족들로 구성되게 되었다.

#### 동방 원로원
원로원은 콘스탄티노폴리스에서 계속 존재했지만, 이전과는 근본적으로 다른 형태로 진화했다. 그리스어로 신클레토스(synkletos), 즉 의회로 지정된 콘스탄티노폴리스 원로원은 현재 또는 이전의 고위직과 공식 직책을 맡았던 모든 사람과 그 후손들로 구성되었다. 6세기와 7세기에 전성기를 누리던 원로원은 제국의 집단적인 부와 권력을 대표했으며, 때로는 개별 황제를 지명하고 지배하기도 했다.
10세기 후반에 니키포로스 2세 포카스 황제에 의해 원로원의 수장으로서 프로에드로스(그리스어: πρόεδρος)라는 새로운 직책이 만들어졌다. 11세기 중반까지는 환관만이 프로에드로스가 될 수 있었지만, 나중에 이 제한이 해제되었고 여러 프로에드로스가 임명될 수 있었으며, 그 중 선임 프로에드로스 또는 프로토프로에드로스(그리스어: πρωτοπρόεδρος)가 원로원의 수장 역할을 했다. 두 가지 유형의 회의가 시행되었는데, 사일렌티움(silentium)은 현재 재직 중인 마지스트라투스만이 참여했고, 콘벤투스(conventus)는 모든 신클레티코스(그리스어: συγκλητικοί, 원로원 의원)가 참여할 수 있었다. 콘스탄티노폴리스의 원로원은 적어도 13세기 초까지 존재했으며, 마지막으로 알려진 행위는 제4차 십자군 동안 1204년에 니콜라스 카나보스를 황제로 선출한 것이었다.

## 같이 보기
- 원로원
- 알프스산아래 원로원
- 이탈리아 왕국 원로원
- 이탈리아 공화국 원로원